# Ван дер Муре, Гермайн
Гермайн ван дер Муре (нидерл. Germain van der Moere; 29 ноября 1922, Гент — 11 мая 2018, Гент, Фламандский регион) — бельгийский гребец-байдарочник, выступал за сборную Бельгии по гребле на байдарках и каноэ на всём протяжении 1950-х годов. Чемпион мира, бронзовый призёр чемпионата Европы, победитель и призёр регат национального значения, участник двух летних Олимпийских игр.

## Биография
Гермайн ван дер Муре родился 29 ноября 1922 года в городе Гент провинции Восточная Фландрия, Бельгия. Проходил подготовку в местном Королевском каноэ-клубе «Гент».
Дебютировал на международном уровне в сезоне 1950 года, когда вошёл в основной состав бельгийской национальной сборной и выступил на чемпионате мира в Копенгагене, где занял десятое место в одиночных байдарках на дистанции 10 000 метров.
В 1954 году выступил на мировом первенстве в Маконе, став седьмым в десятикилометровой гонке двухместных экипажей.
Благодаря череде удачных выступлений удостоился права защищать честь страны на летних Олимпийских играх 1956 года в Мельбурне — вместе с напарником Хенри Вербрюгге стартовал в двойках на дистанции 1000 метров, благополучно преодолел квалификационный этап, тогда как в решающем финальном заезде финишировал шестым.
После мельбурнской Олимпиады ван дер Муре остался в составе гребной команды Бельгии и продолжил принимать участие в крупнейших международных регатах. Так, в 1957 году он выступил на домашнем чемпионате Европы в Генте, откуда привёз награду бронзового достоинства, выигранную в двойках на дистанции 10000 метров.
В 1958 году совместно с Вербрюгге одержал победу в двойках на дистанции 1000 метров на чемпионате мира в Праге.
Находясь в числе лидеров бельгийской национальной сборной, прошёл отбор на Олимпийские игры 1960 года в Риме — выступал здесь в двойках на тысяче метрах и в эстафете 4 × 500 метров, но ни в одной из этих дисциплин попасть в число призёров не смог. Вскоре по окончании этой Олимпиады принял решение завершить спортивную карьеру.
Впоследствии занимался тренерской деятельностью, состоял в Бельгийской ассоциации каноэ.
Умер 11 мая 2018 года в Генте в возрасте 95 лет.